# Olympische Sommerspiele 1904/Leichtathletik
| Olympische Spiele 1904 Medaillenspiegel Leichtathletik | Olympische Spiele 1904 Medaillenspiegel Leichtathletik | Olympische Spiele 1904 Medaillenspiegel Leichtathletik | Olympische Spiele 1904 Medaillenspiegel Leichtathletik | Olympische Spiele 1904 Medaillenspiegel Leichtathletik | Olympische Spiele 1904 Medaillenspiegel Leichtathletik |
| Platz                                                  | Mannschaft                                             | Goldmedaillen                                          | Silbermedaillen                                        | Bronzemedaillen                                        | Total                                                  |
| ------------------------------------------------------ | ------------------------------------------------------ | ------------------------------------------------------ | ------------------------------------------------------ | ------------------------------------------------------ | ------------------------------------------------------ |
| 1                                                      | USA                                                    | 23                                                     | 23                                                     | 22                                                     | 68                                                     |
| 2                                                      | Großbritannien                                         | 1                                                      | 1                                                      | –                                                      | 2                                                      |
| 3                                                      | Kanada                                                 | 1                                                      | –                                                      | –                                                      | 1                                                      |
| 4                                                      | Gemischte Mannschaft                                   | –                                                      | 1                                                      | –                                                      | 1                                                      |
| 5                                                      | Deutschland                                            | –                                                      | –                                                      | 1                                                      | 1                                                      |
| 5                                                      | Griechenland                                           | —                                                      | –                                                      | 1                                                      | 1                                                      |

Bei den III. Olympischen Spielen 1904 in St. Louis wurden in der Leichtathletik insgesamt 24 Wettbewerbe ausgetragen. Diese fanden vom 29. August bis 3. September 1904 im Stadion Francis Field statt. Ausnahmen waren die Mehrkämpfe, die schon auf Anfang Juli terminiert wurden: Zehnkampf – 4. Juli, amerikanischer Nationalfeiertag – sowie Dreikampf – 1. und 2. Juli.

## Teilnehmer
Von den insgesamt 117 gemeldeten Athleten aus zehn Ländern waren 88 US-Amerikaner, die in 22 von 24 Disziplinen die Goldmedaillen gewannen. Einzige nichtamerikanische Olympiasieger wurden der Kanadier Étienne Desmarteau im Gewichtweitwurf und der für das Vereinigte Königreich Großbritannien und Irland startende Tom Kiely im Zehnkampf. Teilnahmeberechtigt waren nur Männer. Frauen waren bei Olympischen Spielen in der Leichtathletik erstmals 1928 zugelassen.

Es war noch nicht das Zeitalter für längere Reisen. Den Europäern blieb wie auch Sportlern aus anderen Kontinenten nur der teure und langwierige Weg per Schiff. Das führte dazu, dass vielen Athleten eine Anreise gar nicht möglich war. Deutschland zum Beispiel war in der Leichtathletik einzig durch den Mittelstreckler Johannes Runge sowie den Hochspringer Paul Weinstein vertreten. So waren diese Olympischen Spiele nicht vergleichbar mit den heutigen, bei denen die komplette Weltelite gegeneinander antritt.

## Wettbewerbe
Das Wettbewerbsprogramm war noch nicht so standardisiert wie heute. Im Laufbereich wurde der 4000-Meter-Hindernislauf, der vier Jahre zuvor ein einziges Mal olympische Disziplin war, wieder gestrichen, während der Hindernislauf über die kürzere Distanz – es waren dieses Mal 2590 Meter – Programmteil blieb. Der 60-Meter-Lauf sowie der 200-Meter-Hürdenlauf blieben ebenfalls im olympischen Angebot. Der Mannschaftslauf, der bei den letzten Spielen über 5000 Meter ausgetragen worden war, kam nun als Mannschafts-Querfeldeinlauf über 4 Meilen (6437,32 m) ins Programm. Es gab auch weiterhin keine Langstreckenläufe auf der Bahn. Die 1500 Meter waren als Mittelstreckenlauf die längste Einzellaufdistanz auf der Bahn. Längere Strecken waren nur der Hindernislauf über 2950 m sowie der Querfeldein-Mannschaftslauf über 4 Meilen. Dann gab es natürlich den Marathonlauf, der auf der Straße ausgetragen wurde.

Die drei Standsprungwettbewerbe Standhoch-, Standweit- und Standdreisprung waren auch hier in St. Louis weiterhin olympische Disziplinen. In den Wurfwettbewerben kam jetzt der Gewichtweitwurf ins Programm, während der Speerwurf noch warten musste, ehe es bei den Olympischen Zwischenspielen 1906 in Athen sein Debüt gab. Ganz neu kam bei den Spielen in St. Louis der Mehrkampf ins olympische Angebot. Ausgetragen wurden ein Dreikampf – der nicht in allen Quellen überhaupt Erwähnung findet – und ein Zehnkampf. Dieser setzte sich allerdings aus völlig anderen Disziplinen zusammen als heute – dazu mehr in der Einzelbeschreibung zu diesen Wettkämpfen unten.

## Stadion und Sportanlage
Es stand eine Rundbahn zur Verfügung mit einer Rundenlänge von 536,45 Metern. Enthalten darin war eine 200-Meter-Gerade. Es handelte sich um eine Aschenbahn in sehr gutem Zustand. Diesbezüglich waren die Verhältnisse und Voraussetzungen besser als bei den beiden Spielen in Athen und Paris zuvor. Allerdings beschreibt Johannes Runge die weiteren Rahmenbedingungen als weitgehend katastrophal. In der Arena, die ca. 40.000 Zuschauer fasste, gab es nirgendwo Überdachungen, sodass alle Menschen der glühenden Sonne ausgesetzt waren. An den Sprunganlagen war das Gelände uneben, überall von Erdklumpen und Steinen übersät, das Problem betraf auch die Absprungbereiche. Hochspringer, die von der Seite anliefen, befanden sich ständig in der Gefahr von Fußverletzungen und Verstauchungen. Der Zustand der Umkleideräume war für die Sportler eine Zumutung. Für sämtliche Aktiven stand nur ein einziger Raum zur Verfügung, der vor Schmutz starrte. Alles war voll von fingerhohem Staub. Jedem Athleten wurden ein Stuhl und ein in eine Latte eingeschlagener Nagel als Kleiderhaken zur Verfügung gestellt. Es gab keine einzige Waschgelegenheit, Duschen schon gar nicht. Für die US-amerikanischen Sportler wurden von deren Klubs improvisierte vor Ort zusammen genagelte Holzpritschen zur Verfügung gestellt, auf denen sie massiert werden oder sich ausruhen konnten. Während die Organisatoren in Sachen Zeitplan und Abwicklung der Wettkämpfe in der Regel gut arbeiteten, wenn man einmal von den Vorlaufeinteilungen absieht, blieb die Athletenbetreuung hier vollkommen auf der Strecke.

## Sportliche Erfolge
Natürlich war es bei der beschriebenen Ausgangssituation mit weitaus überwiegenden Teilnehmern aus dem Gastgeberland klar, dass die USA die absolut dominante Nation sein würde. Allerdings lag das Leistungsniveau der US-Athleten auch auf einem international sehr hohen Niveau, was die Resultate der letzten beiden Olympiaaustragungen schon gezeigt hatten.
- Es gab vier Athleten, allesamt US-Amerikaner, die jeweils drei Goldmedaillen gewannen:
  - James Lightbody war siegreich auf beiden Mittelstrecken (800, 1500 Meter) sowie im 2590-Meter-Hindernislauf. Außerdem errang er noch die Silbermedaille im 4-Meilen-Mannschaftslauf.
  - Überragender Sprinter war Archie Hahn, der die 60 Meter, 100 Meter und 200 Meter gewann.
  - Wie schon in Paris 1900 entschied Standsprungspezialist Ray Ewry all drei dieser Disziplinen (Standhoch-, Standweit-, Standdreisprung) für sich.
  - Harry Hillman siegte über 400 Meter, 200 Meter Hürden und 400 Meter Hürden.
- Zweifaches Gold gab es für Meyer Prinstein, ebenfalls US-Amerikaner, im Weit- und Dreisprung.

Es wurden drei Weltrekorde erzielt:
- James Lightbody –  1500-Meter-Lauf: 4:05,4 min
- Ray Ewry – Standweitsprung: 3,47 m
- Ralph Rose – Kugelstoßen: 14,81 m – Weltrekord egalisiert

Darüber hinaus gab es zwölf olympische Rekorde, einer davon eingestellt.

## Verschiedene Quellen
Die Darstellung der exakten Resultate für diese Wettbewerbe ist wie schon bei den Spielen vorher nicht immer eindeutig. Je nach Quelle – siehe Literatur bzw. Weblinks, Link 1 und 2 unten – gibt es vor allem in den hinteren Platzierungsbereichen voneinander abweichende Darstellungen. Dabei spielt auch eine Rolle, dass die Zeiten der Platzierten in den Läufen nicht exakt gemessen, sondern geschätzt wurden. Die Abweichungen in den Quellen sind allerdings deutlich geringer als für die beiden vorausgegangenen Olympischen Spiele 1896 und 1900.

## Resultate

### 60 m
| Platz | Athlet           | Land | Zeit (s) |
| ----- | ---------------- | ---- | -------- |
| 1     | Archie Hahn      | USA  | 7,0 ORe  |
| 2     | William Hogenson | USA  | 7,20000  |
| 3     | Fay Moulton      | USA  | 7,20000  |
| 4     | Clyde Blair      | USA  | 7,20000  |
| 5     | Meyer Prinstein  | USA  | k. A.000 |
| 6     | Frank Castleman  | USA  | k. A.000 |

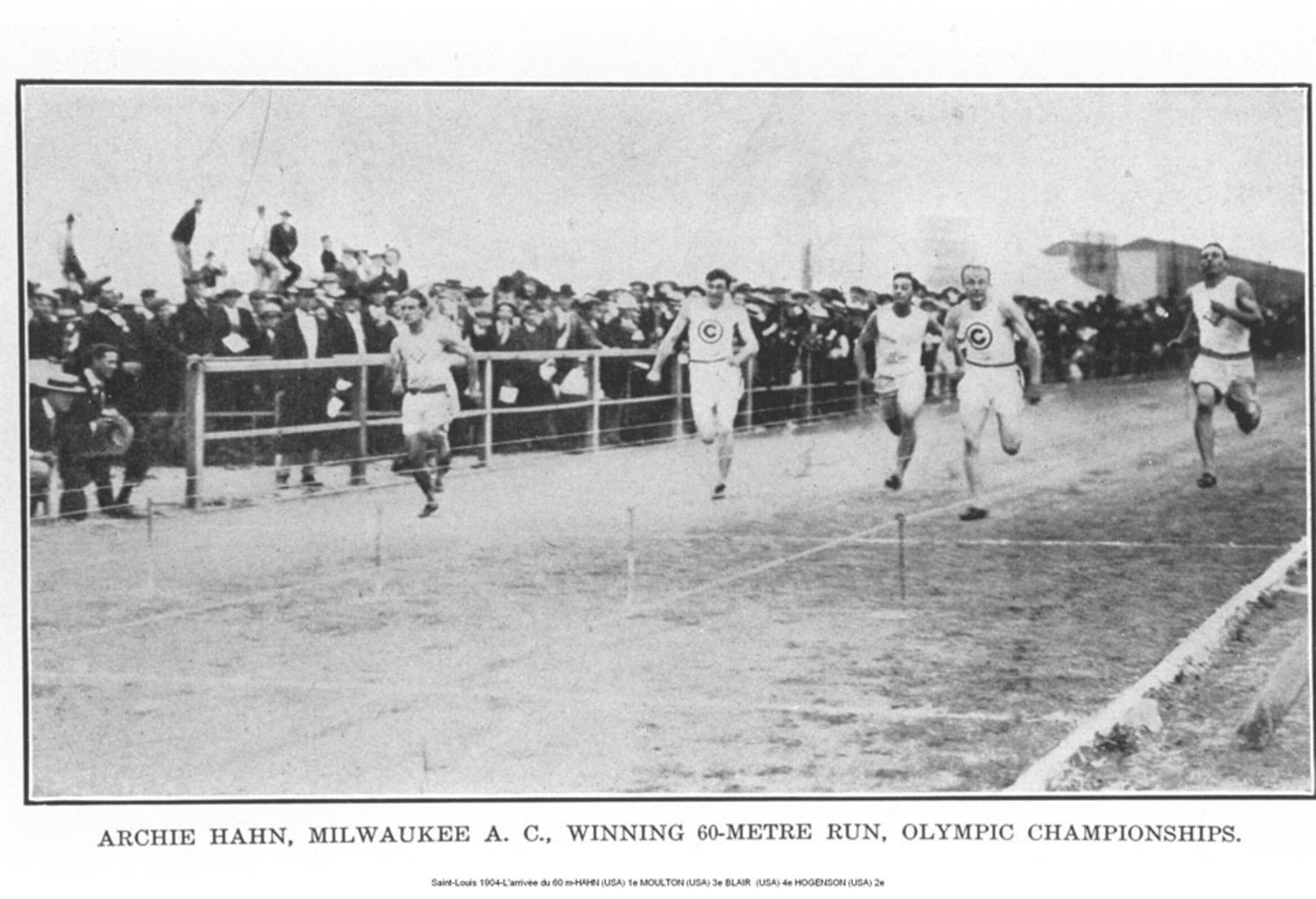
Das 60-Meter-Finale (v. l. n. r.): Archie Hahn, Fay Moulton, Clyde Blair, William Hogenson, Frank Castleman

Datum: 29. August oder 1. September 1904
Nach 1900 in Paris war der 60-Meter-Lauf zum zweiten und zugleich letzten Mal im olympischen Programm. Die fünfzehn Teilnehmer traten zunächst zu vier Vorläufen an. Die Vorlaufsieger qualifizierten sich direkt für das Finale. Die jeweils Zweitplatzierten machten in einem Hoffnungslauf den fünften und sechsten Finalstartplatz unter sich aus. Archie Hahn gewann die Goldmedaille mit einer Zeit von 7,0 s und egalisierte damit den olympischen Rekord – gleichzeitig auch inoffiziellen Weltrekord – von Alvin Kraenzlein.
Das Ergebnis ist in der unten genannten Literatur von Ekkehard zur Megede in der Rangfolge so dargestellt wie in der hier nebenstehenden Tabelle, die auf den Angaben von SportsReference beruht. Die geschätzten Zeiten für die Plätze zwei bis vier betragen dort 7,3 s. Außerdem unterscheiden sich die Datumsangaben: Bei zur Megede ist der 1. September, bei SportsReference der 29. August als Finaltag angegeben.

### 100 m
| Platz | Athlet             | Land | Zeit (s) |
| ----- | ------------------ | ---- | -------- |
| 1     | Archie Hahn        | USA  | 11,0     |
| 2     | Nathaniel Cartmell | USA  | 11,2     |
| 3     | William Hogenson   | USA  | 11,3     |
| 4     | Fay Moulton        | USA  | 11,4     |
| 5     | Frederick Heckwolf | USA  | k. A.    |
| 6     | Lawson Robertson   | USA  | k. A.    |

Datum: 3. September 1904

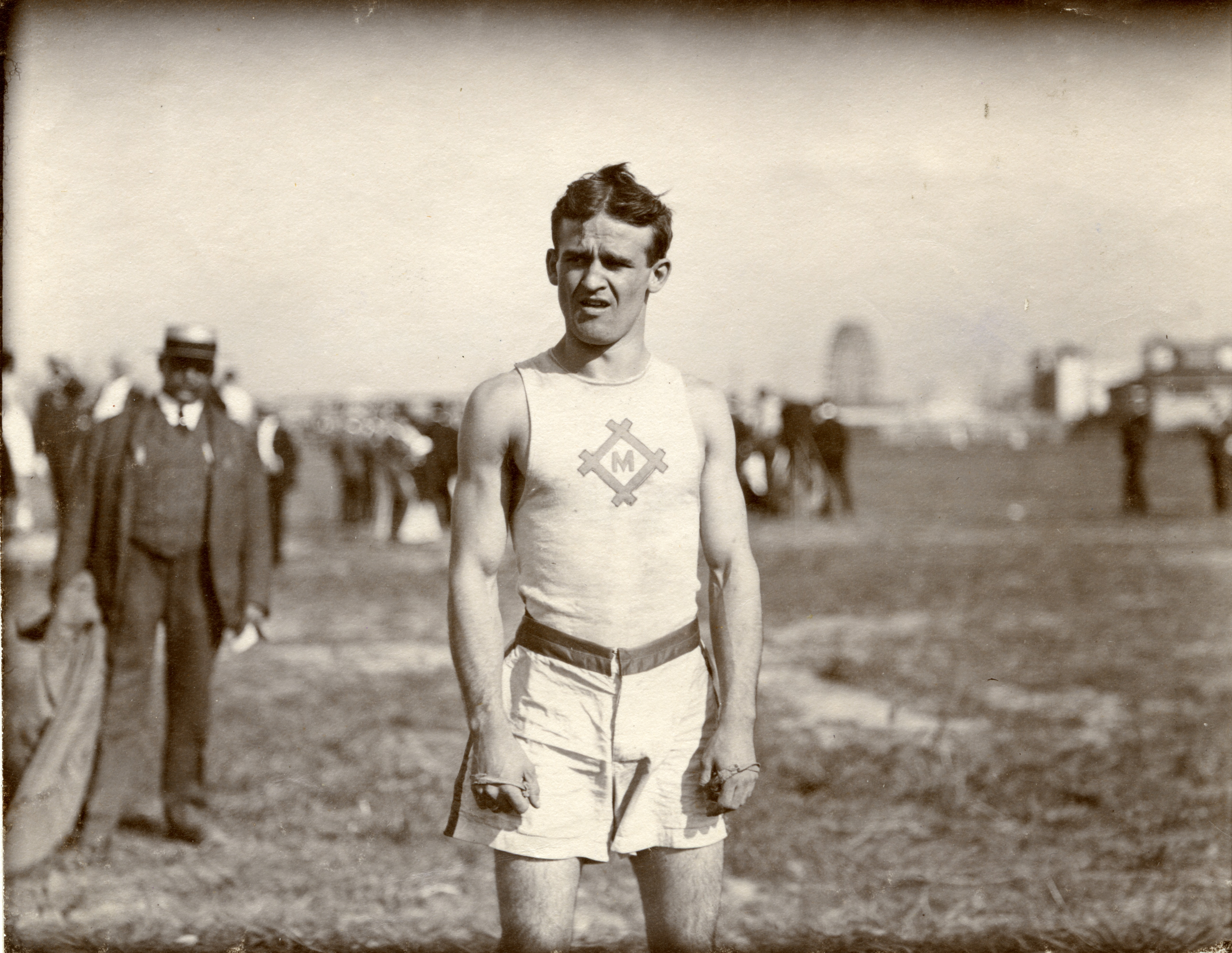
Der dreifache Sprintolympiasieger Archie Hahn

Je nach Quelle nahmen elf bzw. vierzehn Sportler teil. Diese traten zu drei Vorläufen an, wobei sich die jeweils zwei Schnellsten für das Finale qualifizierten. Archie Hahn hatte im Finallauf bereits nach einem Fünftel der Strecke einen Vorsprung von drei Metern und hielt diesen bis ins Ziel. Nate Cartmell lag nach vierzig Metern noch auf dem letzten Platz, konnte sich jedoch auf den zweiten Platz vorarbeiten.
Die Daten stimmen in den verwendeten Quellen für das Finale überein.

### 200 m
| Platz | Athlet             | Land | Zeit (s) |
| ----- | ------------------ | ---- | -------- |
| 1     | Archie Hahn        | USA  | 21,6 OR  |
| 2     | Nathaniel Cartmell | USA  | 21,9000  |
| 3     | William Hogenson   | USA  | k. A.000 |
| 4     | Fay Moulton        | USA  | k. A.000 |

Datum: 31. August 1904

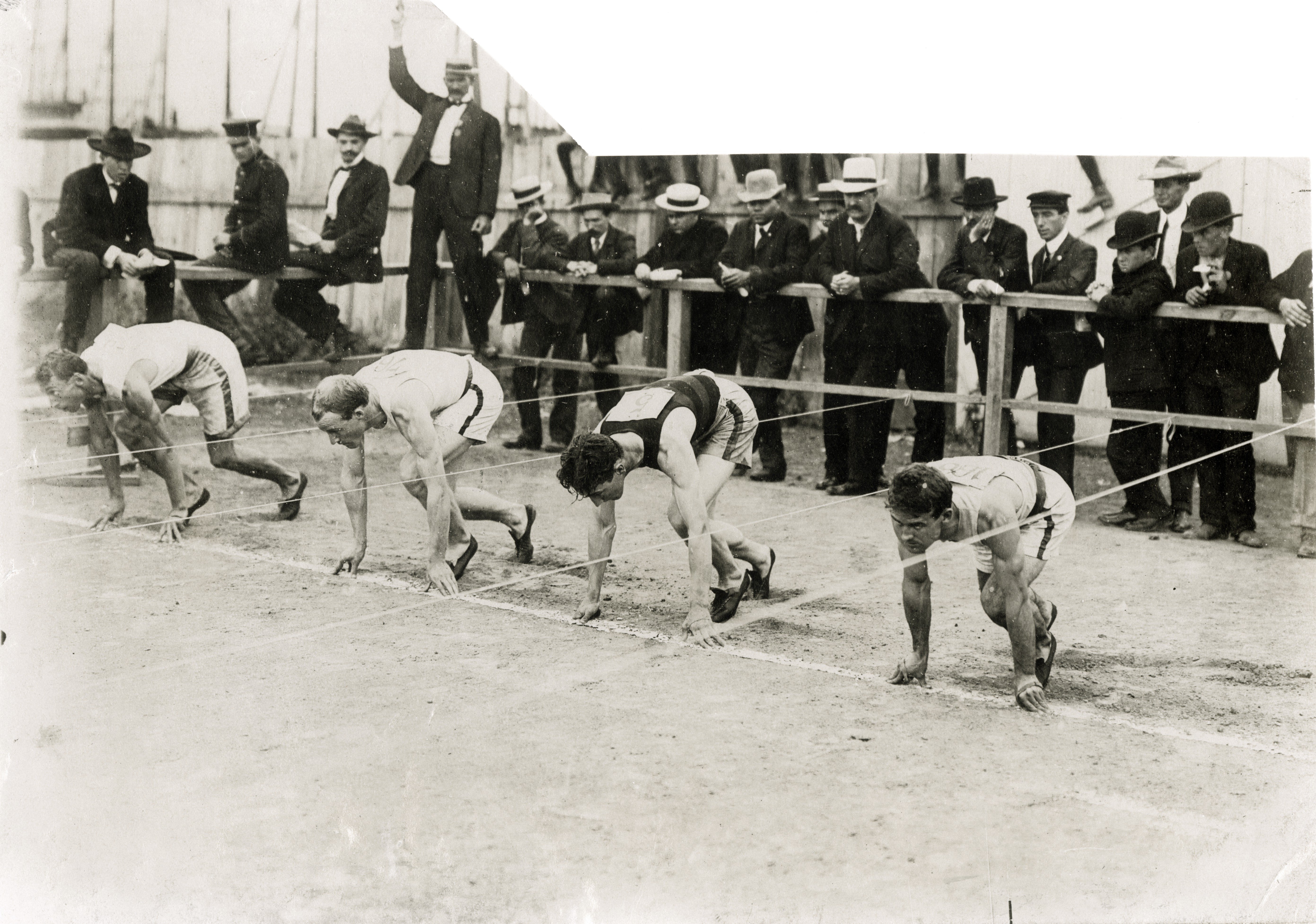
Start zum 200-Meter-Lauf

Zum einzigen Mal in der olympischen Geschichte fand das 200-Meter-Rennen auf einer Geraden statt. Die sieben gemeldeten Athleten traten zu zwei Vorläufen an. Die beiden jeweils Schnellsten kamen ins Finale. Drei Finalteilnehmer verursachten beim ersten Startversuch einen Fehlstart und wurden den damaligen Regeln entsprechend beim folgenden Start um ein Yard (0,9144 m) zurückversetzt. Archie Hahn profitierte und gewann das Rennen mit deutlichem Vorsprung. Sein olympischer Rekord hielt bis 1932.
Für diese Disziplin gibt es bezüglich des Finales keinen Unterschied in den Quellen.

### 400 m
| Platz | Athlet          | Land | Zeit (s) |
| ----- | --------------- | ---- | -------- |
| 1     | Harry Hillman   | USA  | 49,2 OR  |
| 2     | Frank Waller    | USA  | 49,9000  |
| 3     | Herman Groman   | USA  | 50,0000  |
| 4     | Joseph Fleming  | USA  | 50,5000  |
| 5     | Meyer Prinstein | USA  | 50,6000  |
| 6     | George Poage    | USA  | 51,0000  |

Datum: 29. August 1904

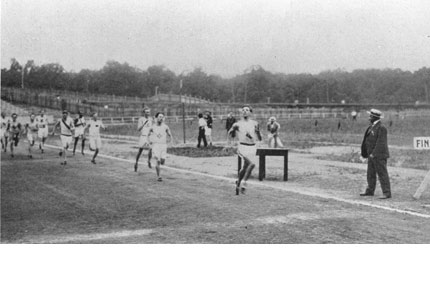
Zieleinlauf über 400 Meter

Es waren dreizehn Athleten gemeldet, die von den Organisatoren in einen einzigen Finallauf geschickt wurden. Das dicht gedrängte Teilnehmerfeld zerfiel kurz nach dem Start in zwei Gruppen, in Führung lag George Poage. Harry Hillman übernahm bei Rennhälfte die Spitzenposition und gab diese bis ins Ziel nicht mehr ab.
Die Quellen geben die Namen der ersten sechs Läufer gleichlautend an. Ab Platz sieben finden sich Abweichungen. die im Hauptartikel zum 400-Meter-Lauf detailliert beschrieben werden.

### 800 m
| Platz | Athlet           | Land | Zeit (min) |
| ----- | ---------------- | ---- | ---------- |
| 1     | James Lightbody  | USA  | 1:56,0 OR  |
| 2     | Howard Valentine | USA  | 1:56,3000  |
| 3     | Emil Breitkreutz | USA  | 1:56,4000  |
| 4     | George Underwood | USA  | 1:57,2000  |
| 5     | Johannes Runge   | GER  | 1:57,9000  |
| 6     | Frank Verner     | USA  | k. A.000   |

Datum: 1. September 1904
Auch in dieser Disziplin gab es trotz dreizehn Teilnehmern wie über 400 Meter nur einen einzigen Lauf. Johannes Runge lag nach 400 Metern an der Spitze des Feldes, fiel dann jedoch zurück. James Lightbody, der zu Beginn eher verhalten gelaufen war, überholte Läufer um Läufer und siegte im Endspurt.
Bzgl. der Angaben in den verwendeten Quellen ist es für diese Disziplin ähnlich wie in vielen anderen: Rangfolge und Siegerzeit sind komplett übereinstimmend, Abweichungen gibt es für die geschätzten Zeiten, die im ausführlichen Beitrag zum 800-Meter-Lauf detailliert benannt werden.

### 1500 m
| Platz | Athlet           | Land | Zeit (min) |
| ----- | ---------------- | ---- | ---------- |
| 1     | James Lightbody  | USA  | 4:05,4 WR  |
| 2     | Frank Verner     | USA  | 4:06,8000  |
| 3     | Lacey Hearn      | USA  | k. A.000   |
| 4     | David Munson     | USA  | k. A.000   |
| 5     | Johannes Runge   | GER  | k. A.000   |
| 6     | Peter Deer       | CAN  | k. A.000   |
| 7     | Howard Valentine | USA  | k. A.000   |
| 8     | Harvey Cohn      | USA  | k. A.000   |
| 9     | Charles Bacon    | USA  | k. A.000   |

Datum: 3. September 1904

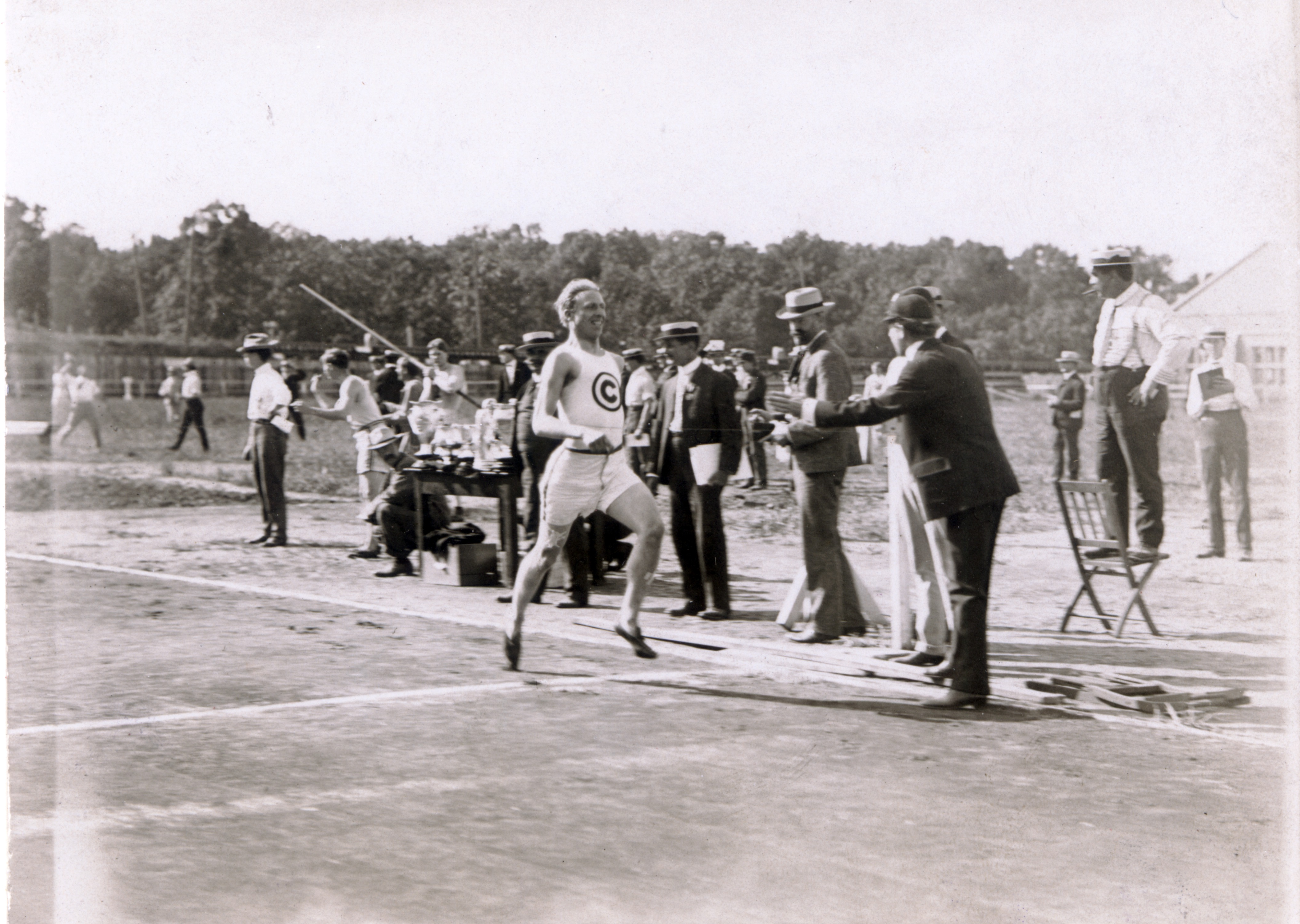
James Lightbody mit seiner dritten Goldmedaille bei diesen Spielen

Neun Läufer waren am Start. Zunächst gingen Harvey Cohn und Peter Deer an die Spitze. In der zweiten Runde fiel Deer zurück, während Cohn zu Beginn der letzten Runde noch führte. Doch nun fiel er weit zurück, während Lightbody an die Spitze vorstieß und schließlich mit neuer Weltrekordzeit als erster die Ziellinie überquerte.
Hier stimmen die eingesetzten Quellen bis zum einschließlich sechsten Rang überein. Auf der IOC-Seite gibt es dann kleine Abweichungen. Bacon und Valentine werden dort als Teilnehmer benannt, ihre Platzierungen bleiben jedoch offen, während Cohn wie in den anderen Quellen als Achter aufgeführt ist.

### Marathon
| Platz | Athlet               | Land | Zeit (h) |
| ----- | -------------------- | ---- | -------- |
| 1     | Thomas Hicks         | USA  | 3:28:53  |
| 2     | Albert Corey         | USA  | 3:34:52  |
| 3     | Arthur Newton        | USA  | 3:47:33  |
| 4     | Félix Carvajal       | CUB  | k. A.    |
| 5     | Dimitrios Veloulis   | GRE  | k. A.    |
| 6     | David Kneeland       | USA  | k. A.    |
| 7     | Harry Brawley        | USA  | k. A.    |
| 8     | Sidney Hatch         | USA  | k. A.    |
| 9     | Len Taunyane         | RSA  | k. A.    |
| 10    | Christos Zechouritis | GRE  | k. A.    |
| 11    | Harry Devlin         | USA  | k. A.    |
| 12    | Jan Mashiani         | RSA  | k. A.    |
| 13    | John Furla           | USA  | k. A.    |
| 14    | Andreas Ikonomou     | GRE  | k. A.    |

Datum: 30. August 1904
Der Marathonlauf war offiziell 40 Kilometer bzw. 24,85 Meilen lang, vermutlich war er aber fast 2 Kilometer länger. 32 Läufer nahmen um 15:08 Uhr die Strecke in Angriff, die durch die nördlich des Stadions gelegenen Vororte von St. Louis führte. Die Rennbedingungen waren hart: Die äußerst hügelige Strecke (sieben Steigungen mit 30 bis 100 Metern Höhendifferenz) führte über unbefestigte Straßen mit einer mehreren Zentimeter dicken Staubschicht. Begleitautos und -pferde wirbelten zusätzlich Staub auf, wodurch zahlreiche Läufer an starken Hustenkrämpfen litten. Obschon die Temperaturen durchwegs über 32 °C (90° F) lagen, stand nur eine einzige Wasserstelle zur Verfügung. Im Verlauf des Rennens gab es zahlreiche Wechsel an der Spitze, die einzelnen Läufer lagen zum Teil sehr weit auseinander. Nach etwa der Hälfte übernahm Thomas Hicks die Führung und erreichte schließlich nach fast dreieinhalb Stunden das Ziel. Nur vierzehn Läufer bewältigten die gesamte Strecke.

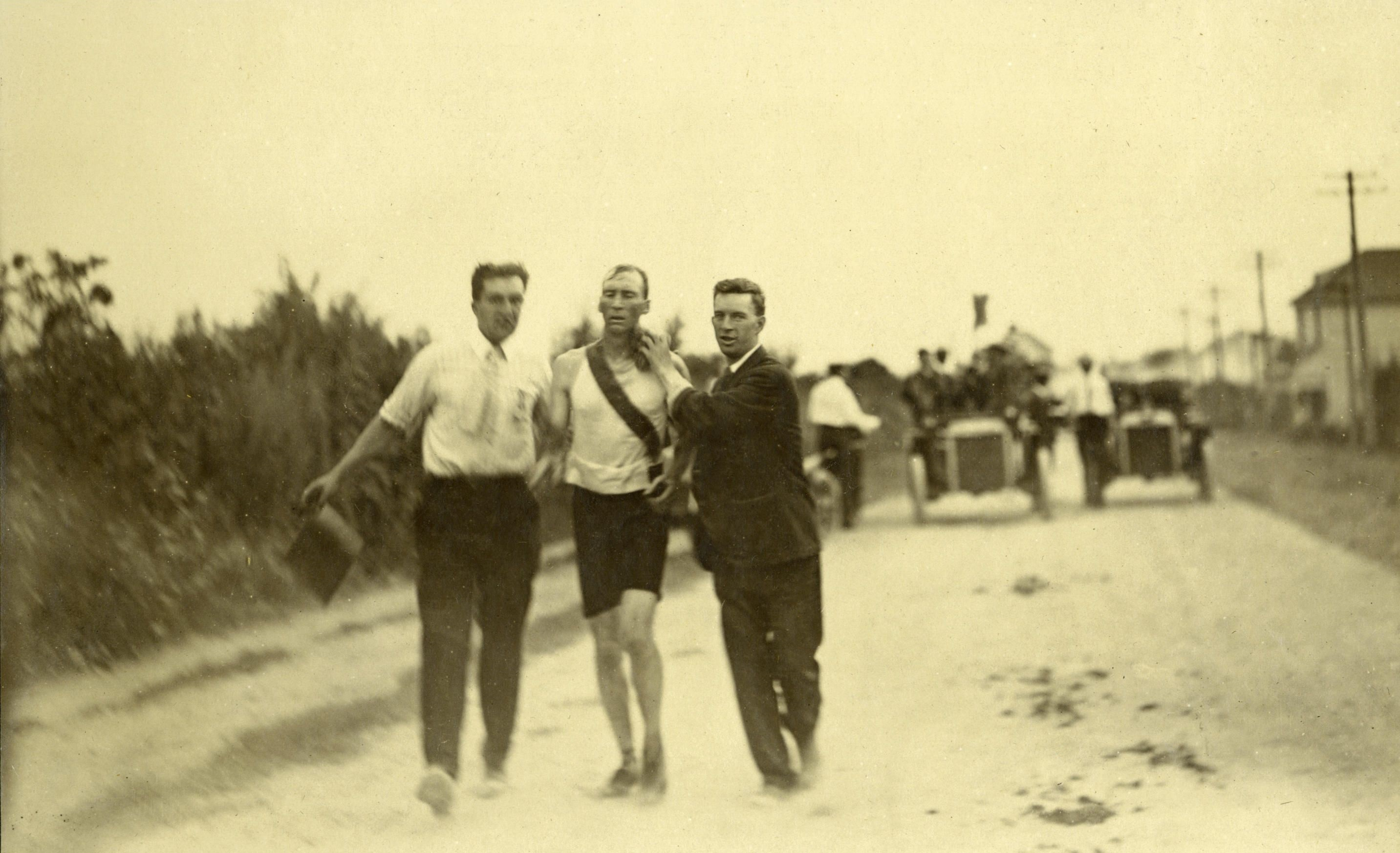
Thomas Hicks mit Begleitern während des Marathons

Hicks’ Siegeslauf gibt einen Einblick in das mangelnde sportmedizinische Wissen zu jener Zeit. Auf Anraten seiner Begleiter durfte er kein Wasser trinken, sondern lediglich seinen Mund mit destilliertem Wasser ausspülen. Etwa bei Kilometer 28 erhielt er ein Milligramm Strychnin mit einem Eiweiß. Bei Kilometer 32 gab es ein zweites Eiweiß mit Strychnin sowie einen Schluck Brandy. Außerdem wurde ihm der ganze Körper mit warmem Wasser abgerieben. Auf der letzten Meile aß Hicks zwei weitere Eier und nahm etwas Brandy zu sich, seine Begleiter wiederholten das Abreiben mit Wasser.
Frederick Lorz hatte nach fünfzehn Kilometern aufgegeben. Er stieg in ein Begleitfahrzeug, das mit einer Panne liegenblieb. Er begab sich zu Fuß zum Ziel und ließ sich dort als Sieger feiern. Obwohl er beteuerte, dass er sich lediglich einen Scherz erlaubt hatte, wurde er lebenslang für die Olympischen Spiele gesperrt. Der amerikanische Verband war nachsichtiger und ließ die Sperre im darauffolgenden Jahr auslaufen, woraufhin Lorz auf ehrliche Weise den Boston-Marathon 1905 gewann.
Angeblich soll der barfuß laufende schwarze Südafrikaner Len Taunyane mehr als eine Meile lang von einem Hund verfolgt worden sein, wodurch er etwa sechs bis sieben Minuten verlor. Der viertplatzierte Kubaner Félix Carvajal – in manchen Quellen auch als Andarín Carvajal bezeichnet – lief das Rennen mit schweren Straßenschuhen. Da er keine Turnhose besaß, schnitt er vor dem Start die Beine seiner normalen Hose ab, um sich der Hitze anzupassen. Zur Erfrischung nahm er unterwegs frisches Obst zu sich, woraufhin er von Magenkrämpfen ausgebremst wurde.
Hier gibt es eine komplette Übereinstimmung der verwendeten Quellen bis auf die Läufer, die das Rennen aufgaben. Eine Übersicht dazu findet sich im ausführlichen Artikel zum Marathonlauf.

### 110 m Hürden
| Platz | Athlet            | Land | Zeit (s) |
| ----- | ----------------- | ---- | -------- |
| 1     | Fred Schule       | USA  | 16,0     |
| 2     | Thaddeus Shideler | USA  | 16,2     |
| 3     | Lesley Ashburner  | USA  | 16,4     |
| 4     | Frank Castleman   | USA  | k. A.    |

Datum: 3. September 1904

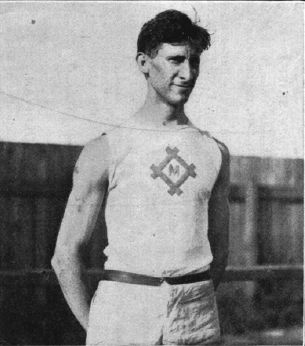
Olympiasieger Frederick Schule

Die nach Ekkehard zur Megede acht gemeldeten Hürdenläufer traten zunächst zu zwei Vorläufen an. Bezüglich der Teilnehmerzahl sind sich die hier eingesetzten Quellen allerdings nicht ganz einig. Laut SportsReference sind es sechs Starter, laut Volker Kluge sieben. Auf der IOC-Seite werden dazu gar keine Angaben gemacht. Jeweils die beiden Schnellsten zogen ins Finale ein. Fred Schule gewann überlegen, blieb allerdings weit über Alvin Kraenzleins olympischem Rekord von 1900.
Bei zur Megede findet sich im Finale die Zeitangabe von 16,3 s für den zweitplatzierten Shideler, für die Plätze drei und vier listet zur Megede keine Zeiten auf. Ansonsten sind die Quellen sich hier einig.

### 200 m Hürden
| Platz | Athlet          | Land | Zeit (s) |
| ----- | --------------- | ---- | -------- |
| 1     | Harry Hillman   | USA  | 24,6 OR  |
| 2     | Frank Castleman | USA  | 24,9000  |
| 3     | George Poage    | USA  | k. A.000 |
| 4     | George Varnell  | USA  | k. A.000 |
| 5     | Fred Schule     | USA  | k. A.000 |

Datum: 1. September 1904

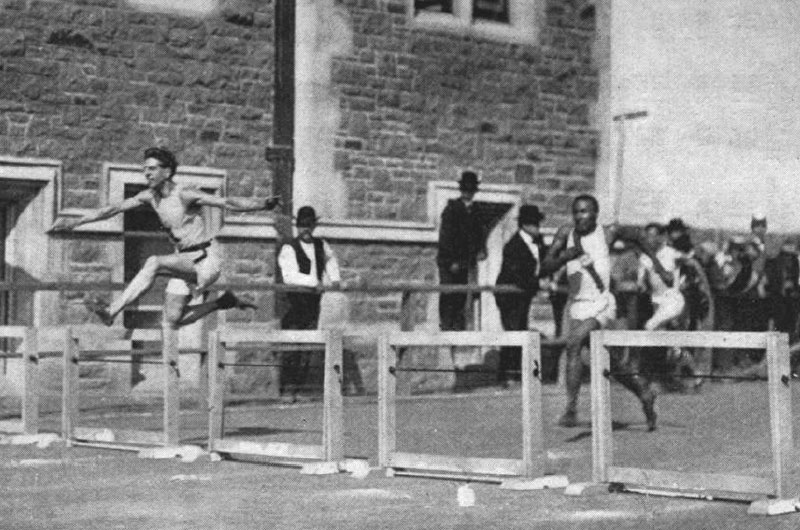
Harry Hillman auch über 200 Meter Hürden deutlich vorn

Nur fünf Athleten waren gemeldet, weshalb ein Lauf ausreichte. Es gewann Harry Hillman, der den olympischen Rekord um über acht Zehntelsekunden unterbot. Der Hürdenlauf über 200 Meter war nur 1900 und 1904 eine olympische Disziplin, womit Hillmans Rekord bis heute Bestand hat.
Nach Ekkehard zur Megede waren nur vier Teilnehmer am Start – die ersten vier, wie wir sie auch in der Tabelle links finden. Für den zweitplatzierten Castleman nennt zur Megede eine Zeit von 25,0 s. Ansonsten stimmen die Daten der Quellen überein.

### 400 m Hürden
| Platz | Athlet         | Land | Zeit (s) |
| ----- | -------------- | ---- | -------- |
| 1     | Harry Hillman  | USA  | 53,0     |
| 2     | Frank Waller   | USA  | 53,2     |
| 3     | George Poage   | USA  | 58,4     |
| 4     | George Varnell | USA  | k. A.    |

Datum: 31. August 1904

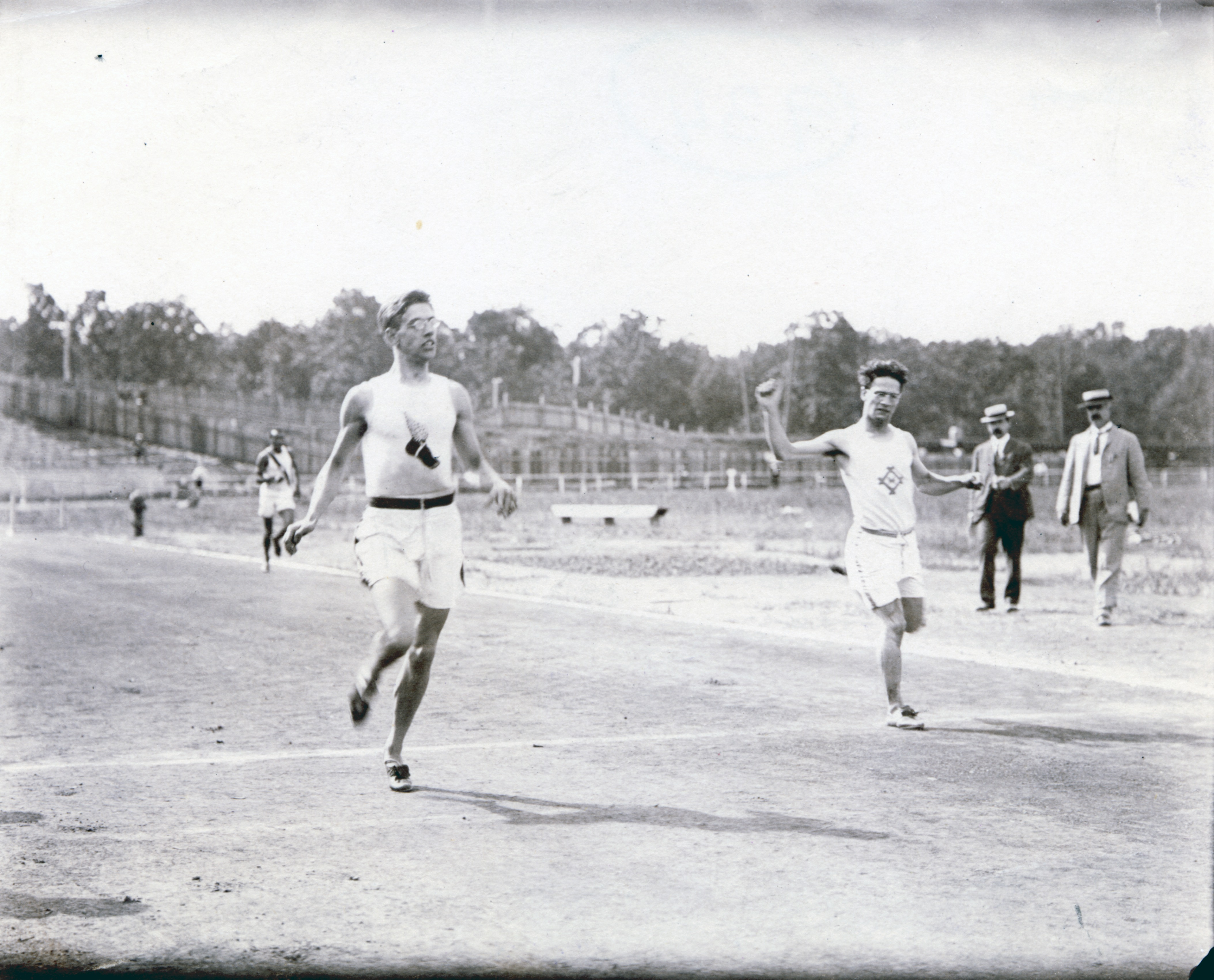
Zieleinlauf über 400 Meter Hürden: Harry Hillman gewann vor Frank Waller und George Poage

Vier Läufer traten in dieser Disziplin an. Harry Hillman führte lange Zeit deutlich, strauchelte bei der achten Hürde und gewann doch noch mit über einem Meter Vorsprung. Er unterbot den Weltrekord um über drei Sekunden; die Zeit konnte jedoch nicht als Rekord gewertet werden, denn nach den damaligen Regeln durfte keine Hürde gerissen werden, darüber hinaus waren sie nur 2½ Fuß (76 cm) hoch anstatt der üblichen 3 Fuß (91,4 cm).
Rangfolge und Siegerzeit sind in allen hier eingesetzten Quellen identisch. Ekkehard zur Megede nennt eine Zeit von 53,6 s für Waller, für Poage gibt es nur bei Volker Kluge eine Zeitangabe bei SportsReference wird für ihn ein Rückstand von dreißig Yards auf den zweitplatzierten Waller benannt.

### 2590 m Hindernis
| Platz                | Athlet          | Land | Zeit (min) |
| -------------------- | --------------- | ---- | ---------- |
| 1                    | James Lightbody | USA  | 7:39,6     |
| 2                    | John Daly       | GBR  | 8:01,6     |
| 3                    | Arthur Newton   | USA  | 8:07,0     |
| 4                    | Frank Verner    | USA  | k. A.      |
| Weitere Teil- nehmer | Harvey Cohn     | USA  | k. A.      |
| Weitere Teil- nehmer | David Munson    | USA  | k. A.      |
| Weitere Teil- nehmer | Richard Sanford | USA  | k. A.      |

Datum: 29. August 1904
Am Start waren sieben Läufer. Gelaufen wurde auf einer Grasbahn mit drei Hindernissen und einem Wassergraben je Runde. Zunächst führte der für das Vereinigte Königreich Großbritannien und Irland startende Ire John Daly, Favorit und einziger ausländischer Teilnehmer. In der vierten von fünf Runden betrug sein Vorsprung rund fünfzig Meter. Doch dann brach Daly völlig ein und musste James Lightbody vorbeiziehen lassen. Auch Arthur Newton, der am darauf folgenden Tag Dritter im Marathonlauf wurde, überholte den Iren zunächst. Doch dieser fing sich noch einmal und rettete so noch Platz zwei.
Die Angaben zu diesem Resultat widersprechen sich in den verschiedenen Quellen zum Teil erheblich. Das betrifft die Zeiten nach dem Olympiasieger sowie die Namen und Rangfolge ab dem fünften Platz. Die Abweichungen sind detailliert beschrieben im ausführlichen Artikel zum 2590-Meter-Hindernislauf.

### 4-Meilen-Mannschaftslauf
| Platz | Land                               | Athleten | Punkte |
| ----- | ---------------------------------- | --- | ------ |
| 1     | USA (New York Athletic Club)       | Arthur Newton (1.) George Underwood (5.) Paul Pilgrim (6.) Howard Valentine (7.) David Munson (8.)                              | 27     |
| 2     | USA (Chicago Athletic Association) | James Lightbody ( USA) (2.) Frank Verner ( USA) (3.) Lacey Hearn ( USA) (4.) Albert Corey ( FRA) (9.) Sidney Hatch ( USA) (10.) | 28     |

3. September 1904
Das Rennen ging über vier Meilen (6437,32 m). Für die Wertung entscheidend war nicht die Zeit, sondern wie schon vier Jahre zuvor beim 5000-Meter-Mannschaftslauf die Platzziffer. Es traten zwei Teams mit je fünf Läufern an, der New York Athletic Club mit einer rein US-amerikanischen Mannschaft und die Chicago Athletic Association, in welcher neben vier US-Amerikanern der Franzose Albert Corey startete. Es war also eigentlich eine amerikanische Klubmeisterschaft.
Hier gibt es keine wesentlichen Unterschiede in den Quellen zu den Resultatsangaben. Nicht eindeutig ist dagegen, ob das Rennen als Querfeldeinlauf oder im Stadion stattfand.
Anmerkung: Albert Corey wird beim IOC in den Ergebnislisten als Franzose geführt, nur bei der Namensliste von Albert Corey wird er als Amerikaner gelistet (Schreibweise Albert Coray).

### Hochsprung
| Platz | Athlet          | Land | Höhe (m) |
| ----- | --------------- | ---- | -------- |
| 1     | Samuel Jones    | USA  | 1,803    |
| 2     | Garrett Serviss | USA  | 1,778    |
| 3     | Paul Weinstein  | GER  | 1,778    |
| 4     | Lajos Gönczy    | HUN  | 1,750    |
| 5     | Emil Freymark   | USA  | 1,720    |
| 6     | Ervin Barker    | USA  | 1,700    |

Datum: 29. August 1904

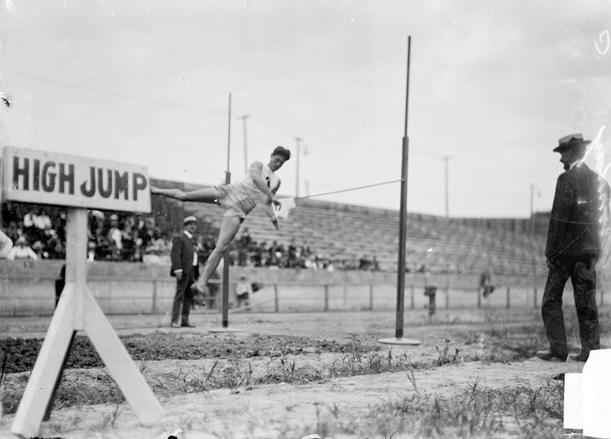
Samuel Jones in Aktion

Samuel Jones war seinen fünf Konkurrenten überlegen. Garrett Serviss und Paul Weinstein erreichten hinter dem Sieger beide die gleiche Höhe, weshalb ein Stechen um Platz zwei ausgetragen werden musste. Dieses wurde von Serviss gewonnen. Weinstein nahm beim zur selben Zeit ausgetragenen Weitsprung aus dem Stand teil und war wegen des ständigen Wechsels der Wettbewerbe etwas benachteiligt.
Die Angaben zum Resultat in den hier eingesetzten Quellen unterscheiden sich kaum. Die Reihenfolge stimmt komplett überein, bei den Leistungen bis Rang vier gibt es nur Abweichungen im Zehntelmillimeterbereich. Für den fünftplatzierten Emil Freymark gibt es bei SportsReference, Volker Kluge und Ekkehard zur Megede keine Höhennennung, bei zur Megede ist auch für den sechstplatzierten Ervin Barker keine Leistung beziffert.

### Stabhochsprung
| Platz | Athlet         | Land | Höhe (m) |
| ----- | -------------- | ---- | -------- |
| 1     | Charles Dvorak | USA  | 3,50 OR  |
| 2     | LeRoy Samse    | USA  | 3,35000  |
| 3     | Louis Wilkins  | USA  | 3,35000  |
| 4     | Ward McLanahan | USA  | 3,35000  |
| 5     | Claude Allen   | USA  | 3,35000  |
| 6     | Walter Dray    | USA  | 3,00000  |
| 7     | Paul Weinstein | GER  | 3,00000  |

Datum: 3. September 1904

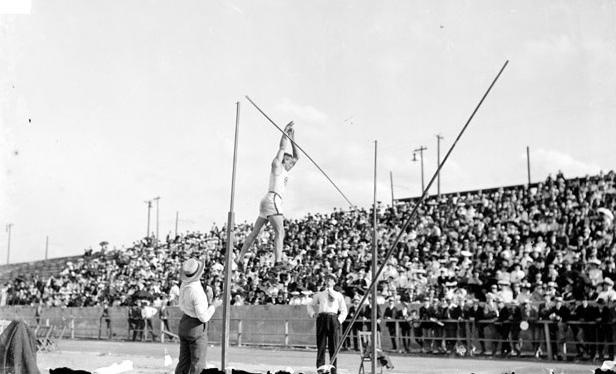
Charles Dvorak – Olympiasieger mit olympischem Rekord

Gemeldet waren sieben Athleten; nicht anwesend war Weltrekordhalter Fernand Gonder aus Frankreich. Charles Dvorak gewann mit einer Höhe von 3,50 m, scheiterte aber dreimal beim Versuch, einen neuen Weltrekord aufzustellen. Vier Springer hatten eine Höhe von 3,35 m erreicht und mussten die Medaillen in einem Stechen unter sich ausmachen, welches den links dargestellten Ausgang hatte. So ist es zumindest in der wahrscheinlichsten Ergebnisvariante beschrieben bei SportsReference und Kluge.
Eine abweichende Ergebnisdarstellung gibt es bei zur Megede und auf der IOC-Seite – genauer beschrieben im Hauptartikel zum Stabhochsprung.

### Weitsprung
| Platz | Athlet           | Land | Weite (m) |
| ----- | ---------------- | ---- | --------- |
| 1     | Meyer Prinstein  | USA  | 7,34 OR   |
| 2     | Daniel Frank     | USA  | 6,89000   |
| 3     | Robert Stangland | USA  | 6,88000   |
| 4     | Fred Englehardt  | USA  | 6,63000   |
| 5     | George Van Cleaf | USA  | k. A.000  |
| 6     | John Hagerman    | USA  | k. A.000  |

Datum: 1. September 1904
Zehn Athleten waren am Start, allerdings fehlte der britische Weltrekordhalter Peter O’Connor. Meyer Prinstein, Zweiter der damaligen Weltbestenliste, gewann mit fast einem halben Meter Vorsprung.
Hier stimmen die Angaben der verwendeten Quellen bezüglich der Ränge eins bis sechs komplett überein. Unterschiedliche Angaben nach Platz sechs finden sich detailliert dargestellt in der ausführlichen Beschreibung zu dieser Disziplin.

### Dreisprung
| Platz | Athlet           | Land | Weite (m) |
| ----- | ---------------- | ---- | --------- |
| 1     | Meyer Prinstein  | USA  | 14,35     |
| 2     | Fred Englehardt  | USA  | 13,90     |
| 3     | Robert Stangland | USA  | 13,36     |
| 4     | John Fuhrer      | USA  | 12,91     |
| 5     | George Van Cleaf | USA  | k. A.     |
| 6     | John Hagerman    | USA  | k. A.     |
| 7     | Samuel Jones     | USA  | k. A.     |

Datum: 1. September 1904

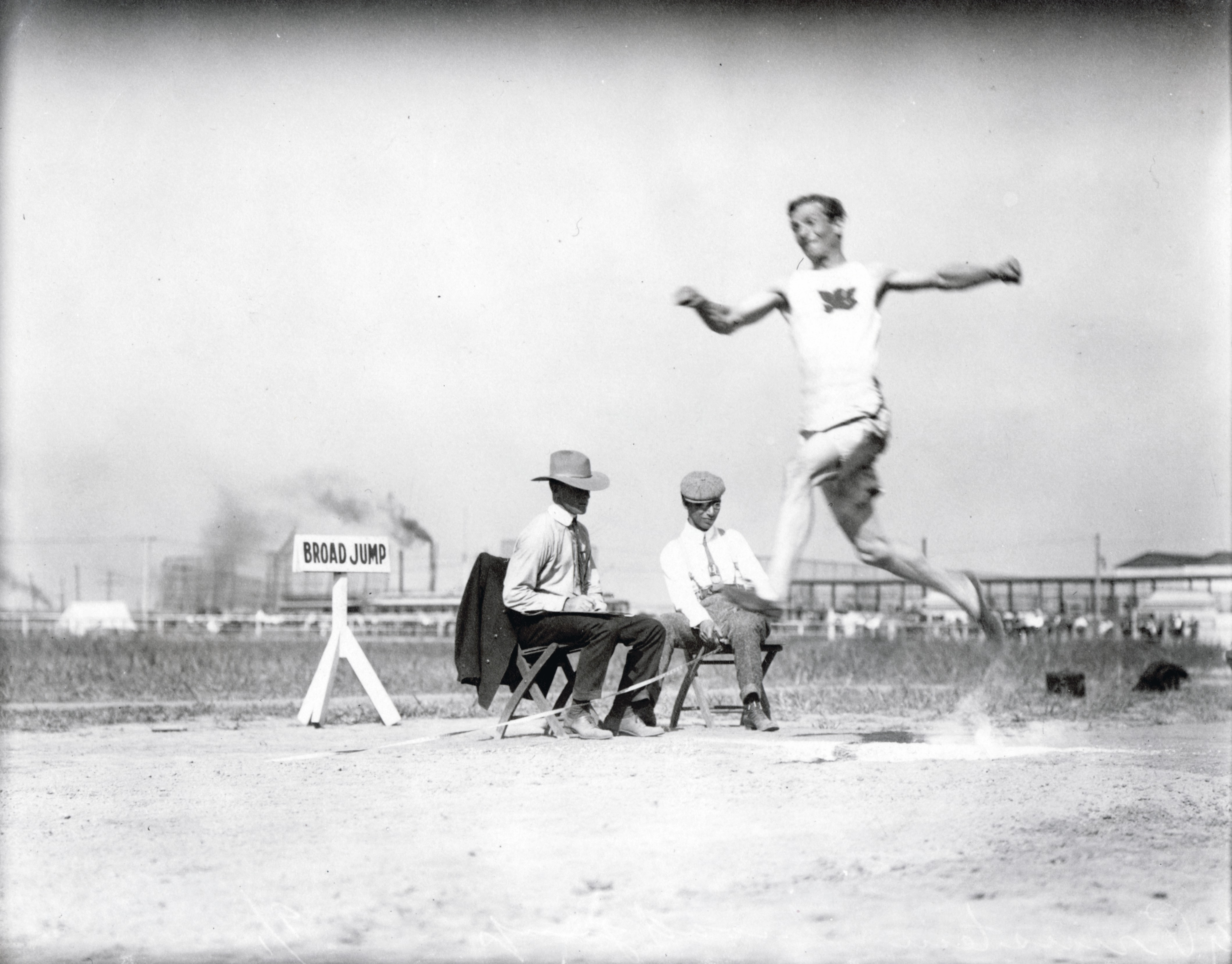
Doppelolympiasieger Meyer Prinstein – hier beim Dreisprung

Jeder der sieben Teilnehmer hatte drei Versuche, anschließend standen den drei Besten nochmals drei Sprünge zu. Der Wettkampf verlief sehr spannend, da sich zunächst niemand entscheidend absetzen konnte. Nach dem fünften Versuch führte Frederick Englehardt, der dann noch von Meyer Prinstein um fast einen halben Meter übertroffen wurde.
Auch für diesen Wettbewerb sind die Angaben in den Quellen weitgehend gleichlautend, einziger Unterschied: der Siebtplatzierte ist in der unten genannten Literatur von Ekkehard zur Megede nicht aufgeführt.

### Standhochsprung
| Platz | Athlet           | Land | Höhe (m) |
| ----- | ---------------- | ---- | -------- |
| 1     | Ray Ewry         | USA  | 1,60     |
| 2     | Joseph Stadler   | USA  | 1,45     |
| 3     | Lawson Robertson | USA  | 1,45     |
| 4     | John Biller      | USA  | 1,42     |
| 5     | Lajos Gönczy     | HUN  | 1,35     |

31. August 1904
Beim Hochsprung aus dem Stand waren offiziell nur fünf Athleten gemeldet, es sollen aber weitaus mehr teilgenommen haben. Raymond Ewry gewann überlegen, verpasste aber seinen eigenen Weltrekord.
Die Angaben zu dieser Disziplin sind in allen hier verwendeten Quellen etwas abweichend voneinander. Das betrifft die Höhenangaben, die sich vor allem beim Sieger deutlich unterscheiden, die Platzierungen und die Frage, wer als Teilnehmer dabei war. Die unterschiedlichen Versionen sind im Hauptartikel zum Standhochsprung detailliert dargestellt.

### Standweitsprung
| Platz | Athlet       | Land | Weite (m) |
| ----- | ------------ | ---- | --------- |
| 1     | Ray Ewry     | USA  | 3,47 OR   |
| 2     | Charles King | USA  | 3,27000   |
| 3     | John Biller  | USA  | 3,25000   |
| 4     | Henry Field  | USA  | 3,18000   |

Datum: 29. August 1904

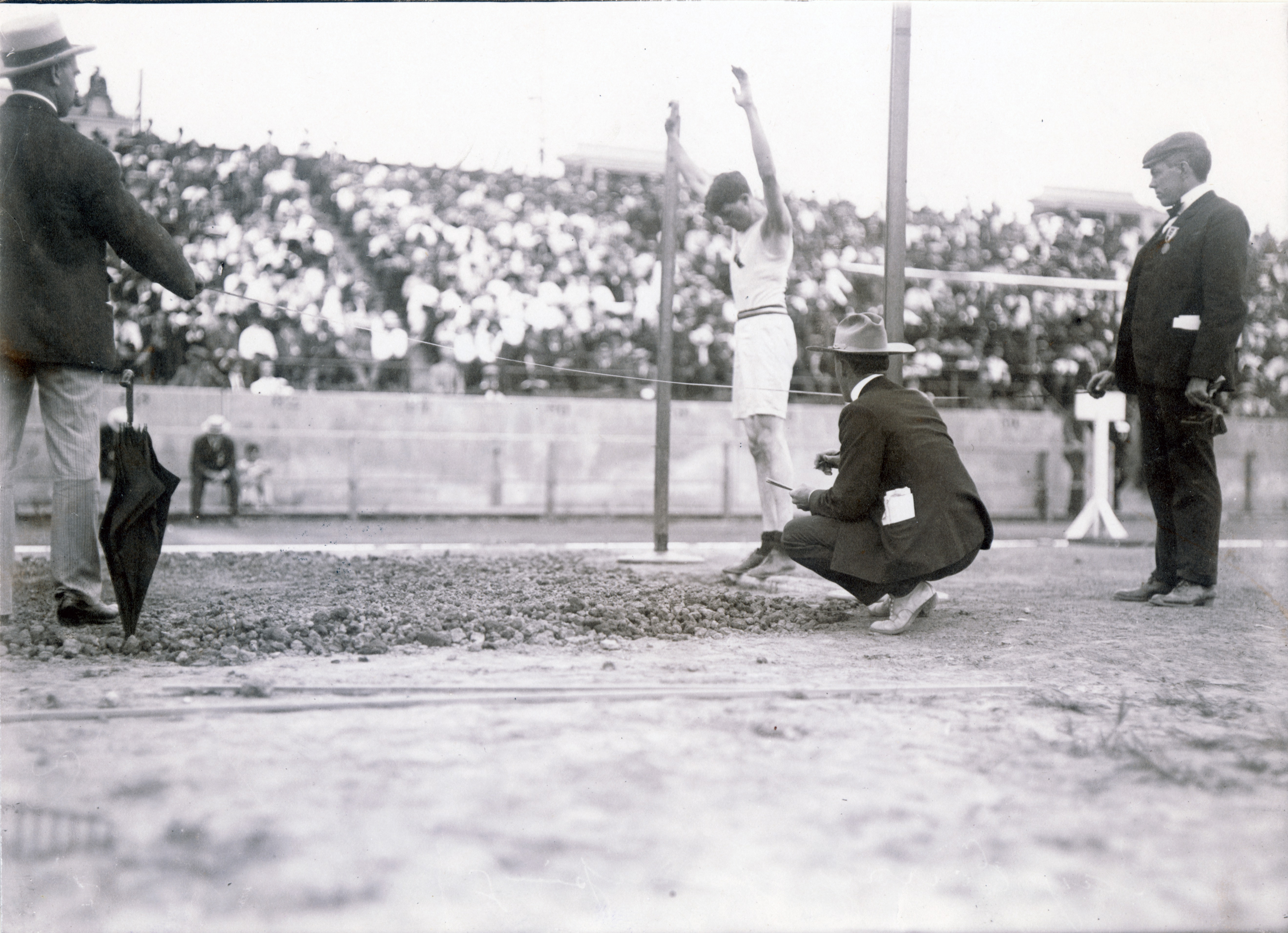
Standsprungspezialist Ray Ewry war nun bereits sechsfacher Olympiasieger

Beim Weitsprung aus dem Stand, an dem ausschließlich US-Athleten teilnahmen, erwies sich Ewry wie erwartet als überlegen. Mit jedem seiner vier Sprünge hätte er den Wettkampf gewonnen. Mit seiner Siegesweite stellte er einen neuen olympischen Rekord auf.
In dieser Disziplin ist die Rangfolge der vier ersten Springe in den Quellen gleichlautend dargestellt. Geringe Abweichungen gibt es bei der Angabe der Weiten, darüber hinaus benennt Volker Kluge sieben Teilnehmer, während es in den anderen Quellen vier Starter sind. Im Detail sind die Resultate in der ausführlichen Beschreibung dieser Disziplin dargestellt.

### Standdreisprung
| Platz | Athlet          | Land | Weite (m) |
| ----- | --------------- | ---- | --------- |
| 1     | Ray Ewry        | USA  | 10,55     |
| 2     | Charles King    | USA  | 10,16     |
| 3     | Joseph Stadler  | USA  | 09,60     |
| 4     | Garrett Serviss | USA  | 09,53     |

Datum: 3. September 1904
Der Dreisprung aus dem Stand war 1904 zum zweiten und letzten Mal olympische Disziplin. Auch hier wurde Ewry seiner Favoritenrolle gerecht und setzte sich gegen seine drei Mitkonkurrenten durch.
In dieser Disziplin ist die Rangfolge der Athleten wie auch beim Standweitsprung in den Quellen gleichlautend dargestellt. Geringe Abweichungen gibt es nur bei der Angabe der Weiten. Bei Volker Kluge werden außerdem sechs weitere Teilnehmer benannt, die in den anderen Quellen nicht auftauchen – Genaueres dazu im Hauptartikel zum Standdreisprung.

### Kugelstoßen
| Platz | Athlet              | Land | Weite (m) |
| ----- | ------------------- | ---- | --------- |
| 1     | Ralph Rose          | USA  | 14,81 WR  |
| 2     | Wesley Coe          | USA  | 14,40000  |
| 3     | Lawrence Feuerbach  | USA  | 13,37000  |
| 4     | Martin Sheridan     | USA  | 12,39000  |
| 5     | Charles Chadwick    | USA  | k. A.000  |
| 6     | Albert Johnson      | USA  | k. A.000  |
| 7     | John Guiney         | USA  | k. A.000  |
| DSQ   | Nikolaos Georgandas | GRE  |           |

Datum: 31. August 1904

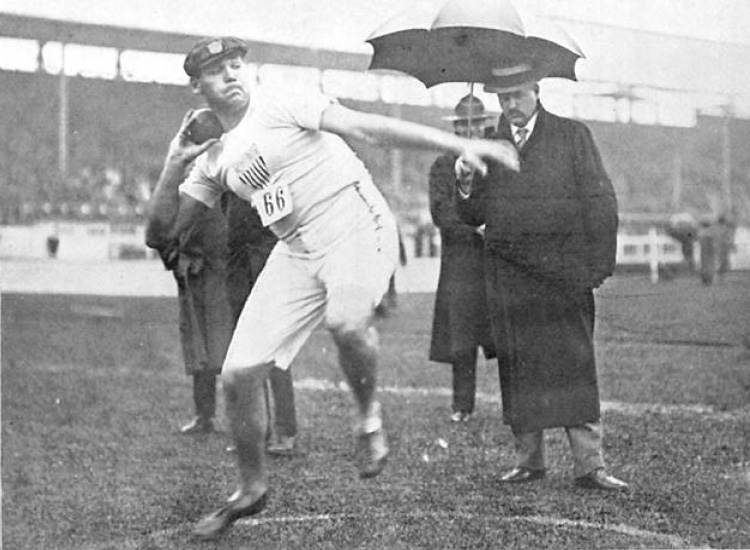
Olympiasieger Ralph Rose, auch bei den folgenden Spielen noch sehr erfolgreich

Acht Athleten waren zu diesem Wettkampf gemeldet. Von Beginn weg entwickelte sich ein spannender Zweikampf zwischen Ralph Rose und Wesley Coe. Rose führte bis zum vierten Stoß mit 14,35 m und wurde dann von Coe um fünf Zentimeter übertroffen. Im letzten Durchgang steigerte sich Rose noch einmal um fast einen halben Meter und stellte einen neuen Weltrekord auf.
Es gibt nur wenige Abweichungen in den verschiedenen Quellen zu diesem Resultat. Detaillierte Darlegungen dazu finden sich im ausführlichen Artikel zum Kugelstoßen.

### Diskuswurf
| Platz | Athlet              | Land | Weite (m) | Weite (m)  |
| Platz | Athlet              | Land | Wettkampf | Stichkampf |
| ----- | ------------------- | ---- | --------- | ---------- |
| 1     | Martin Sheridan     | USA  | 39,28 OR  | 38,97      |
| 2     | Ralph Rose          | USA  | 39,28 OR  | 36,74      |
| 3     | Nikolaos Georgandas | GRE  | 37,68000  |            |
| 4     | John Flanagan       | USA  | 36,15000  |            |
| 5     | John Biller         | USA  | k. A.000  |            |
| 6     | James Mitchel       | USA  | k. A.000  |            |

Datum: 3. September 1904

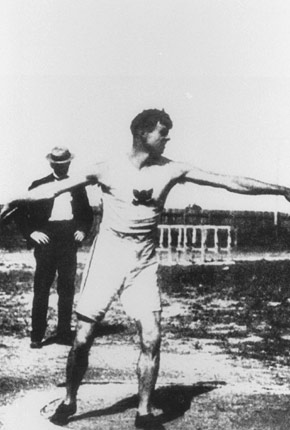
Martin Sheridan – Gewinner des Diskuswurfs nach einem Stechen

An diesem Wettbewerb waren sechs Athleten beteiligt. Martin Sheridan und Ralph Rose lieferten sich einen spannenden Zweikampf um den Sieg. Nach dem Vorkampf hatte Sheridan noch auf Platz drei gelegen, übertraf dann mit seinem nächsten Wurf den Griechen Nikolaos Georgandas. Nach sechs Würfen lagen Rose und Sheridan beide mit der olympischen Rekordweite von 39,28 m gemeinsam an der Spitze. Die damaligen Regeln sahen noch nicht vor, dass bei Gleichstand der zweitbeste Wurf zählt, sodass das Kampfgericht weitere Würfe für die beiden Führenden anordnete. Martin Sheridan setzte sich mit der bessern Weite durch und wurde so nach Rang vier im Kugelstoßen Olympiasieger vor Ralph Rose, der vorher im Kugelstoßen Gold und im Hammerwurf Bronze gewonnen hatte.
Zum Hauptwettkampf gibt es in den verwendeten Quellen fast keine Abweichungen, einzig die Weite für den Dritten wird auf der IOC-Seite mit einem Zentimeter weniger angegeben als bei den anderen Quellen.

### Hammerwurf
| Platz | Athlet           | Land | Weite (m) |
| ----- | ---------------- | ---- | --------- |
| 1     | John Flanagan    | USA  | 51,230 OR |
| 2     | John DeWitt      | USA  | 50,265000 |
| 3     | Ralph Rose       | USA  | 45,730000 |
| 4     | Charles Chadwick | USA  | 42,785000 |
| 5     | James Mitchel    | USA  | k. A.000  |
| 6     | Albert Johnson   | USA  | k. A.000  |

Datum: 29. August 1904

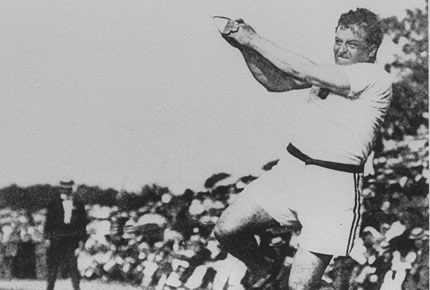
John Flanagan, Olympiasieger im Hammerwurf und Vierter im Diskuswurf

Sechs Athleten hatten sich gemeldet. Der Wettkampf war bereits nach einem Durchgang entschieden, da die drei Erstplatzierten sich nicht mehr verbesserten. John Flanagan bestätigte seine Favoritenrolle und gewann wie schon vir Jahre zuvor die Goldmedaille.
Für die Plätze zwei bis vier sind in den hier eingesetzten Quellen teilweise abweichende Weiten im Zentimeter- oder halben Zentimeterbereich ausgewiesen. Dabei handelt es sich vermutlich um durch Umrechnung aus dem englischen Maßsystem oder auch durch Rundung zustande gekommene Resultate. Gemessen wurde damals in vielen Disziplinen beim Werfen und Springen tatsächlich im halben Zentimeterbereich, manchmal sogar noch detaillierter, wie bei diesen Olympischen Spielen im Hochsprung. Der Sechstplatzierte ist bei Ekkehard zur Megede nicht aufgeführt.

### Gewichtwurf
| Platz | Athlet             | Land | Weite (m) |
| ----- | ------------------ | ---- | --------- |
| 1     | Étienne Desmarteau | CAN  | 10,465 OR |
| 2     | John Flanagan      | USA  | 10,160000 |
| 3     | James Mitchel      | USA  | 10,135000 |
| 4     | Charles Hennemann  | USA  | 09,180000 |
| 5     | Charles Chadwick   | USA  | k. A.000  |
| 6     | Ralph Rose         | USA  | 08,530000 |

Datum: 1. September 1904

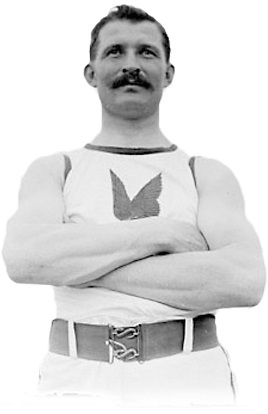
Étienne Desmarteau, Gewinner des Gewichtwurfs, war einer von nur zwei nicht-US-amerikanischen Olympiasiegern

Dieser Wettbewerb stand nur hier in St. Louis auf dem olympischen Programm. Geworfen wurde eine 56 Pfund (25,4 kg) schwere Kugel, an die einer kurzen Kette befestigt war. Die Würfe waren aus einem Ring mit 7 Fuß – das entspricht 2,13 m – auszuführen. Vor dem Wettkampf galt Weltrekordinhaber John Flanagan als Favorit. Seinen Rekord hatte er allerdings nicht aus einem Ring, sondern mit freiem Anlauf erzielt. Flanagan musste sich jedoch dem Frankokanadier Étienne Desmarteau geschlagen geben. Eine Bronzemedaille gewann der vierzigjährige US-Amerikaner James Mitchel.
Der Gewichtwurf war einer von nur zwei Leichtathletikwettbewerben in St. Louis mit einem Sieger, der nicht aus den USA kam. Nur im Zehnkampf war dies mit dem britischen Goldmedaillengewinner Tom Kiely auch noch der Fall.
Für die Plätze zwei bis vier sind in den hier eingesetzten Quellen teilweise abweichende Weiten im Zentimeter- oder halben Zentimeterbereich ausgewiesen. Dabei handelt es sich vermutlich um durch Umrechnung aus dem englischen Maßsystem oder auch durch Rundung zustande gekommene Resultate. Gemessen wurde damals in vielen Disziplinen beim Werfen und Springen tatsächlich im halben Zentimeterbereich, manchmal sogar noch detaillierter, wie bei diesen Olympischen Spielen im Hochsprung. Die Weite des sechstplatzierten Rose wurde geschätzt, für Chadwick liegt keine Weite vor.

### Dreikampf
| Platz | Athlet         | Land | Punkte  |
| ----- | -------------- | ---- | ------- |
| 1     | Max Emmerich   | USA  | 35,7 OR |
| 2     | John Grieb     | USA  | 34,0000 |
| 3     | William Merz   | USA  | 33,9000 |
| 4     | George Mayer   | USA  | 32,4000 |
| 5     | John Bissinger | USA  | 30,8000 |
| 6     | Philipp Kassel | USA  | 30,1000 |

Datum: 1. und 2. Juli 1904
Dieser Wettbewerb errechnete sich aus der Punktesumme der Einzelleistungen in den Disziplinen für diesen Mehrkampf – Weitsprung, Kugelstoßen, 100-Yards-Lauf (91,44 m). Auf welche Punktewertung sich die Leistungen beziehen, ist nicht bekannt. Die US-Amerikaner dominierten klar, da sie in der weitaus überlegenen Anzahl bei gleichzeitig gutem Niveau und Können am Start waren. Ob hier überhaupt Sportler anderer Nationen teilnahmen oder ob die US-Amerikaner wie in manchen anderen Disziplinen unter sich blieben, ist ebenfalls nicht bekannt.
Der Dreikampf nimmt wie auch der Zehnkampf eine Sonderstellung ein bezüglich des Austragungsdatums. Alle Wettbewerbe der Leichtathletik fanden von Ende August bis Anfang September 1904 statt. Die beiden Mehrkämpfe dagegen wurden bereits Anfang Juli ausgetragen. Vielleicht liegt darin der Grund, dass die Disziplin in den verwendeten Quellen von Volker Kluge, Ekkehard zur Megede und bei SportsReference nicht verzeichnet ist. Sie findet sich aber auf der Seite des IOC.

### Zehnkampf
| Platz | Athlet        | Land | Punkte  |
| ----- | ------------- | ---- | ------- |
| 1     | Tom Kiely     | GBR  | 6036 OR |
| 2     | Adam Gunn     | USA  | 5907000 |
| 3     | Truxtun Hare  | USA  | 5813000 |
| 4     | John Holloway | GBR  | 5273000 |
| 5     | Ellery Clark  | USA  | 2778000 |
| 6     | John Grieb    | USA  | 2199000 |
| DNF   | Max Emmerich  | USA  | 0000000 |

Datum: 4. Juli 1904

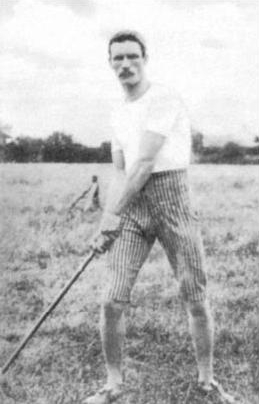
Der irische Zehnkämpfer Tom Kiely war neben dem Gewichtwurf-Ersten Étienne Desmarteau einziger nicht-US-amerikanischer Goldmedaillengewinner

Der damals ausgetragene Zehnkampf wich erheblich vom heute üblichen ab. An einem einzigen Tag mussten die sechs Teilnehmer folgende Disziplinen absolvieren 100-Yards-Lauf (91,44 m), Kugelstoßen, Hochsprung, 880-Yards-Gehen (804,67 m), Hammerwurf, Stabhochsprung, 120-Yards-Hürdenlauf (109,73 m), Gewichtweitwurf, Weitsprung, Lauf über 1 Meile (1609 m). Bis zur siebten Disziplin wechselten sich Hare und Gunn an der Spitze ab. Dann übernahm Kiely beim Gewichtweitwurf die Führung und gab diese bis zum Schluss nicht mehr ab. Er war neben dem kanadischen Gewichtwurfsieger Étienne Desmarteau der einzige Goldmedaillengewinner der Leichtathletikwettkämpfe, der nicht aus den Vereinigten Staaten kam.
Der Zehnkampf nimmt wie auch der Dreikampf eine Sonderstellung ein bezüglich des Austragungsdatums. Alle Wettbewerbe der Leichtathletik fanden von Ende August bis Anfang September 1904 statt. Die beiden Mehrkämpfe dagegen wurden bereits Anfang Juli ausgetragen.
Bei Ekkehard zur Megede und auf der IOC-Seite sind für Ellery Clark 700 Punkte weniger aufgeführt, womit er dort Rang sechs hinter John Grieb einnimmt. Allerdings erscheint diese Angabe aufgrund der exakt gelisteten Leistungen für Clark bei SportsReference und der Übereinstimmung von Platz und Punktzahl bei Volker Kluge eher unwahrscheinlich. Der hier genannte Max Emmerich, Olympiasieger des Dreikampfs, taucht bei zur Megede nicht auf.